# Quatuor pour piano et cordes de Copland
Pour les articles homonymes, voir Quatuor pour piano et cordes.
Le Quatuor pour piano et cordes est un quatuor pour piano, violon, alto et violoncelle d'Aaron Copland. Composé en 1950, il est créé le 20 octobre 1950 à Washington par le Quatuor de New York. il s'inscrit dans la période dodécaphonique du compositeur.

## Structure
1. Adagio serio
2. Allegro giusto
3. Finale: Non troppo lento: Subdivisé en cinq sections.

## Source
- François-René Tranchefort, guide de la musique de chambre, éd. Fayard 1987 p.243  (ISBN 2-213-02403-0)